# Honda Advanced Technology
Honda Advanced Technology — часть долгосрочной программы исследований и разработок Honda, направленная на создание новых моделей для автомобильной продукции и технологий, связанных с автомобилестроением, причём многие достижения относятся к технологиям двигателей. Исследования Honda привели к практическим решениям, начиная с экономичных автомобилей и двигателей и заканчивая более сложными приложениями, такими как робот-гуманоид ASIMO и шестиместный бизнес-джет Honda HA-420 HondaJet.

## Двигатели и технологии защиты окружающей среды

### i-VTEC

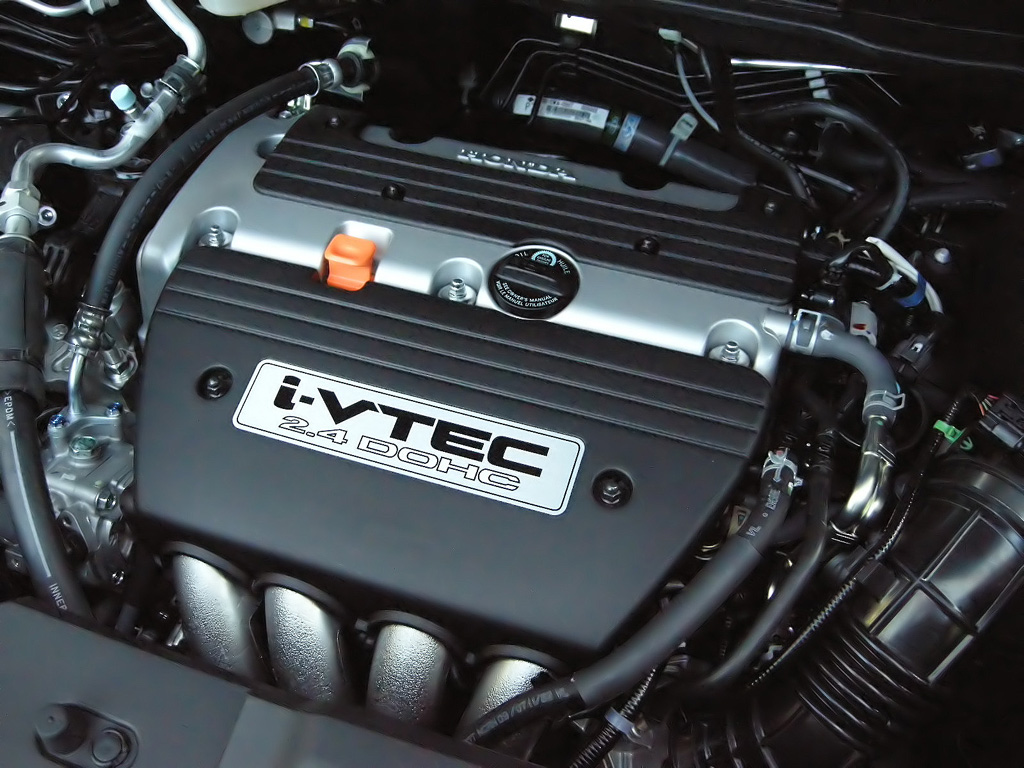
2,4-литровый двигатель DOHC i-VTEC (K24A)

i-VTEC (intelligent Variable Valve Timing and Lift Electronic Control) — эволюция двигателей Honda VTEC. Двигатели i-VTEC работают путём контролирования фаз газораспределения и подъёма распредвала в зависимости от оборотов. Клапаны открываются на небольшую величину при низких оборотах двигателей для достижения оптимальной топливной эффективности. А при более высоких оборотах двигателей клапаны открываются шире для достижения высокой производительности. 
Система Honda i-VTEC (intelligent-VTEC) имеет бесступенчатую регулировку фаз фазирования распределительного вала (VTC) на впускном коллекторе двигателей DOHC VTEC. Впервые технология появилась в 2001 году на рядных четырёхцилиндровых двигателях серии K (в США технология появилась в 2002 году на Honda CR-V). 
3,0-литровый двигатель V6 i-VTEC, дебютировавший в 2003 году, был оснащён системой Variable Cylinder Management (VCM), которая позволяла двигателю работать на шести цилиндрах во время разгона и на трёх цилиндрах во время крейсерского движения и при низких нагрузках на двигатель. В 2006 году компания Honda представила на Civic 1,8-литровый двигатель i-VTEC, который мог обеспечить ускоренные характеристики, эквивалентные 2,0-литровому двигателю, с топливной экономичностью, которая на 6% лучше, чем у 1,7-литрового двигателя Civic. Высокая выходная мощность при низком уровне выбросов и экономии топлива в значительной степени обусловлена улучшениями в нескольких областях: 
- Задержка закрытия клапанов — это позволяет контролировать объём всасывания воздушно-топливной смеси, позволяя дроссельной заслонке оставаться широко открытой, снижая потери при перекачке до 16%, что позволяет двигателю обеспечивать лучшую выходную мощность.
- Технология drive-by-wire — эта система обеспечивает повышенную точность управления дроссельной заслонкой при изменении фаз газораспределения, улучшая впечатления от вождения, когда водитель не подозревает о каких-либо колебаниях крутящего момента.
- Реструктурированные поршни — более компактный поршень предотвращает накопление остаточных газов, что, в свою очередь, подавляет детонацию двигателя. Кроме того, улучшается удержание масла, что снижает трение и повышает топливную эффективность.
- 2-слойный каталитический нейтрализатор — расположен сразу после выпускного коллектора, обеспечивая прямой контакт, что позволяет осуществлять высокоточное регулирование соотношения воздух-топливо для резкого снижения уровня выбросов.
- Уменьшенная масса двигателя — уменьшается масса шатунов и габаритных материалов, используемых при сборке рамы двигателя, что помогает двигателю получить лучшую мощность и топливную эффективность[4].

Технология i-VTEC также интегрирована в гибридные автомобили Honda для работы в тандеме с электродвигателем. В Honda Civic Hybrid 2006 года в 1,3-литровом двигателе i-VTEC применяется трёхступенчатая конструкция клапанов, что является шагом вперёд по сравнению с технологией i-VTEC 2005 года. Кроме снижения массы и трения, двигатель работает либо на низких оборотах, либо на высокой мощности, либо в 4-цилиндровом режиме на холостом ходу при включённой системе VCM, что обеспечивает лучшую мощность двигателя при различных условиях движения. В 2009 году Honda Civic Hybrid с системой i-VTEC занял третье место в рейтинге «Самый экологичный автомобиль» за компетентность.

### Earth Dreams Technology
Earth Dreams — технологии для повышения топливной эффективности в диапазоне 10% за счёт использования клапанного механизма DOHC, регулирования фаз газораспределения (VTC), шага отверстия, непосредственного впрыска, уменьшенной толщины блока цилиндров и распределительного вала, уменьшенной массы двигателя, цикла Аткинсона, снижения трения, высокопроизводительной рециркуляции выхлопных газов (EGR) и электрических водяных насосов.

### Integrated Motor Assist

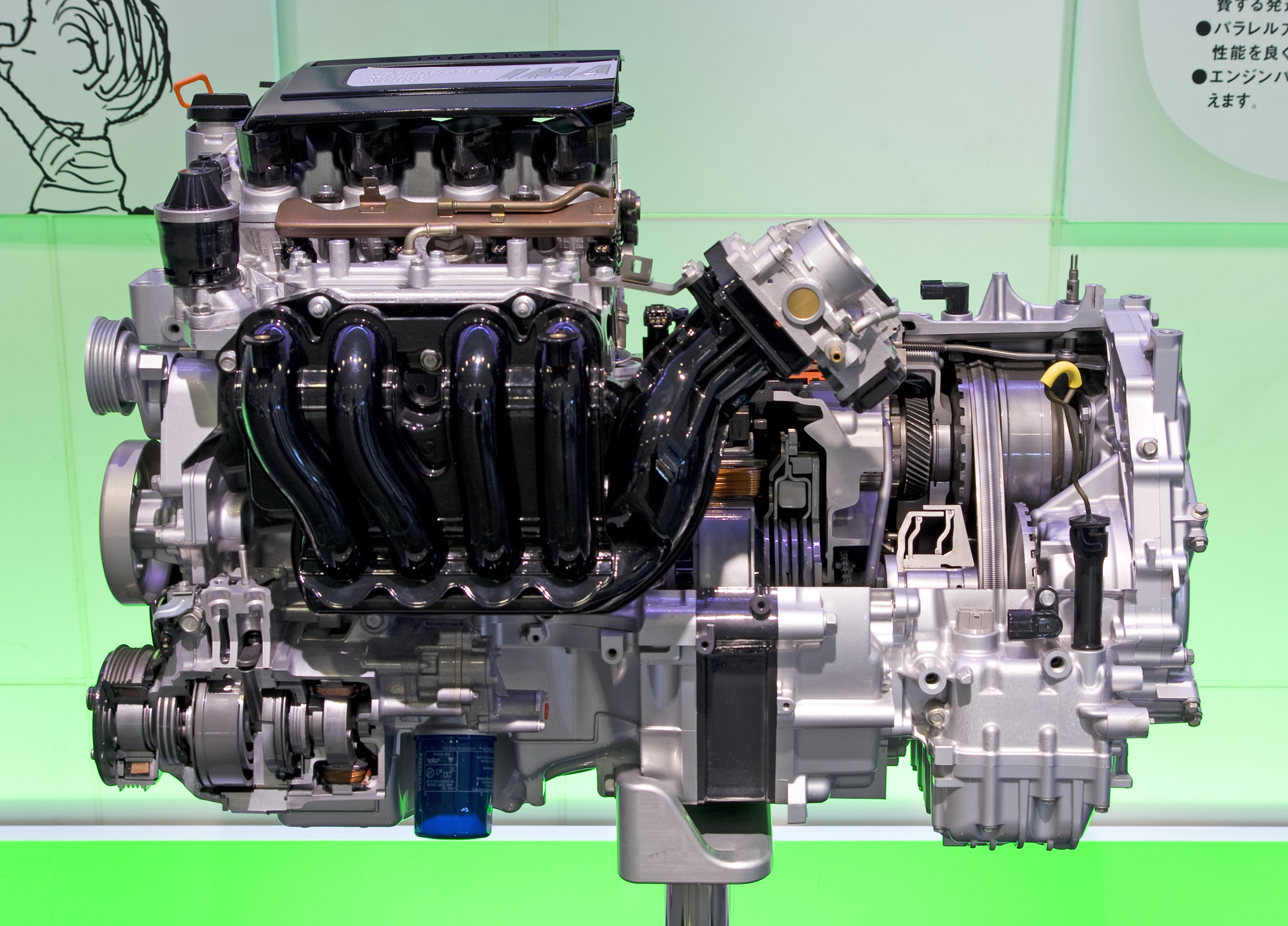
Трёхступенчатый i-VTEC + IMA

Integrated Motor Assist (сокр. IMA) — технология для гибридных автомобилей Honda, где применяется бензиново-электрическая система привода, разработанная для достижения более высокой экономии топлива и низкого уровня выбросов выхлопных газов без ущерба для эффективности двигателя. Система IMA использует двигатель в качестве основного источника энергии и электродвигатель в качестве вспомогательного источника во время разгона. Впервые система IMA появилась в 1999 году на Honda Insight, где электродвигатель сочетался с двигателем VTEC меньшего рабочего объёма. Кузов — алюминиевый, с улучшенной аэродинамикой. Цель по снижению выбросов была достигнута, когда автомобиль стал соответствовать стандарту EU2000. В 2001 году Ассоциация автомобильных журналистов Канады (AJAC) объявила систему Honda Insight Integrated Motor Assist «Лучшей новой технологией» (англ. Best New Technology). 
Разработка системы IMA является результатом оптимизации различных технологий, которые были созданы компанией Honda на протяжении многих лет, включая сжигание обеднённой смеси, двигатели с низким уровнем выбросов, изменяемые фазы газораспределения, высокоэффективные электродвигатели, рекуперативное торможение, технологию никель-металлгидридных аккумуляторов (Ni-MH) и микропроцессорное управление. Цель этой интегрированной системы заключалась в том, чтобы добиться улучшений в нескольких областях: 
- Рекуперация энергии замедления

С помощью системы IMA оптимизируется количество рекуперации энергии во время замедления, а трение снижается. Рекуперированная энергия используется для дополнения мощности двигателя во время разгона.
- Снижение энергозатрат

IMA поддерживает работу двигателя при низких оборотах и нормальном запасе хода, используя электродвигатель для создания высокого крутящего момента. Когда бензиновый двигатель входит в более высокий диапазон оборотов, электродвигатель останавливается, и выходная мощность подаётся двигателем VTEC. Помощь со стороны электродвигателя снижает работу бензинового двигателя, позволяя уменьшить масштаб двигателя. Это приводит к увеличению пробега и снижению расхода топлива.
- Система остановки на холостом ходу

Энергия от электродвигателя вырабатывается и сохраняется при движении автомобиля вперёд. При нажатии на тормоза система IMA отключает двигатель, и используется сохранённая мощность электродвигателя. Это сводит к минимуму вибрацию кузова автомобиля и экономит топливо при работе двигателя на холостом ходу. В случае отпуска тормозов электродвигатель перезапускает ДВС.

#### Модельный ряд[8]
- Honda J-VX (1997, концепт-кар)
- Honda Insight (1999—2006, 2010—2014)
- Honda Dualnote (2001, концепт-кар)
- Honda Civic Hybrid (2003—2016)
- Honda Accord Hybrid (2005—2007)
- Honda CR-Z (2009—2016)

## Технологии трансмиссий

### Безопасность
Компания Honda управляет двумя лабораториями краш-тестов для улучшения конструкций и технологий безопасности в своих автомобилях, в результате чего автомобили получают пятизвёздочные рейтинги в краш-тестах. В новом независимом отчёте от Euro NCAP также оценены Honda Accord, Honda Civic и Honda Jazz 2009 года как одни из самых безопасных автомобилей Европы с общим рейтингом пять звёзд.

### Система стабилизации автомобилей
Система стабилизации автомобилей (VSA) была внедрена компанией Honda в 1997 году. Термин представляет собой версию электронного контроля устойчивости (ESC) от Honda, функции активной безопасности, разработанной для коррекции избыточной и недостаточной поворачиваемости с использованием нескольких датчиков для обнаружения потери контроля над рулевым управлением и сцепления с дорогой при одновременном торможении отдельных колёс, чтобы помочь автомобилям восстановить устойчивость.

### Принцип работы VSA
VSA сочетает в себе антиблокировочную тормозную систему (ABS) и антипробуксовочную систему (TCS) с контролем бокового проскальзывания, чтобы помочь водителю стабилизировать автомобиль при более или менее чем желаемом повороте. ABS — существующая система, которая предотвращает блокировку колёс автомобиля при торможении, особенно на скользкой дороге. Для работы ABS система полагается на вычисленные входные данные от датчика угла поворота рулевого колеса для отслеживания направления рулевого управления водителем, датчика рыскания для определения импульса, с которым колёса поворачивают (скорость рысканья), и датчика бокового ускорения (g-force) для сигнализации об изменениях скорости. В то же время TCS предотвращает пробуксовку колёс при разгоне, в то время как контроль пробуксовки стабилизирует прохождение поворотов при пробуксовке задних или передних колёс (при избыточной и недостаточной поворачиваемости).
Контроль избыточной поворачиваемости. Во время избыточной поворачиваемости задняя часть автомобиля заносится, потому что скорость вращения задних колёс превышает скорость вращения передних колёс. VSA предотвращает пробуксовку автомобиля, притормаживая внешнее переднее колесо в целях создания внешнего момента и стабилизации автомобиля.
Контроль недостаточной поворачиваемости. Во время недостаточной поворачиваемости передние колёса теряют сцепление с дорогой при прохождении поворотов из-за чрезмерной дроссельной заслонки, и это приводит к уменьшению разницы скоростей между левыми и передними колёсами. Когда автомобиль отклоняется от намеченной траектории, VSA вмешивается, снижая мощность двигателя и, при необходимости, также притормаживая внутреннее переднее колесо.

### G-CON
Технология Honda G-CON направлена на защиту пассажиров автомобиля путём управления перегрузками во время столкновения. Такая безопасность при столкновении является результатом специфического поглощения ударов кузовом и рамой автомобиля.

### Принцип работы G-CON
Конструкция автомобильного кузова предназначается для поглощения и рассеивания энергии столкновения по всему энергетическому отсеку. При максимальном поглощении ударов проникновение в кабину автоматически сводится к минимуму, что значительно снижает травматизм как пассажиров, так и пешеходов.
В целях оптимизации характеристик фронтальных столкновений и уменьшения удара при столкновении транспортных средств разных размеров технология G-CON была усовершенствована с учётом термина Advanced Compatibility Engineering для совместимости при столкновении. Компания Honda объявила, что к 2009 году система ACE станет стандартной функцией всех легковых автомобилей компании, независимо от размера или цены.
Стандарт G-CON также разработан для повышения безопасности пешеходов за счёт минимизации травм головы и грудной клетки пешехода во время аварии. Компания представила усовершенствованный испытательный манекен Polar III, который представляет собой человеческое тело и оснащён датчиками для измерения воздействия энергии на тело человека во время автомобильной аварии. Полученные данные были использованы для изучения безопасности пешеходов путём улучшения конструкции транспортных средств.

## Расширенная мобильность
Компания Honda также занимается исследованиями в области передовой мобильности, где результаты были использованы для создания ASIMO (Advanced Step in Innovative Mobility) — первого в мире гуманоидного робота, а также для создания 3 декабря 2003 года первого предприятия Honda в области мобильности полётов HondaJet.

### ASIMO

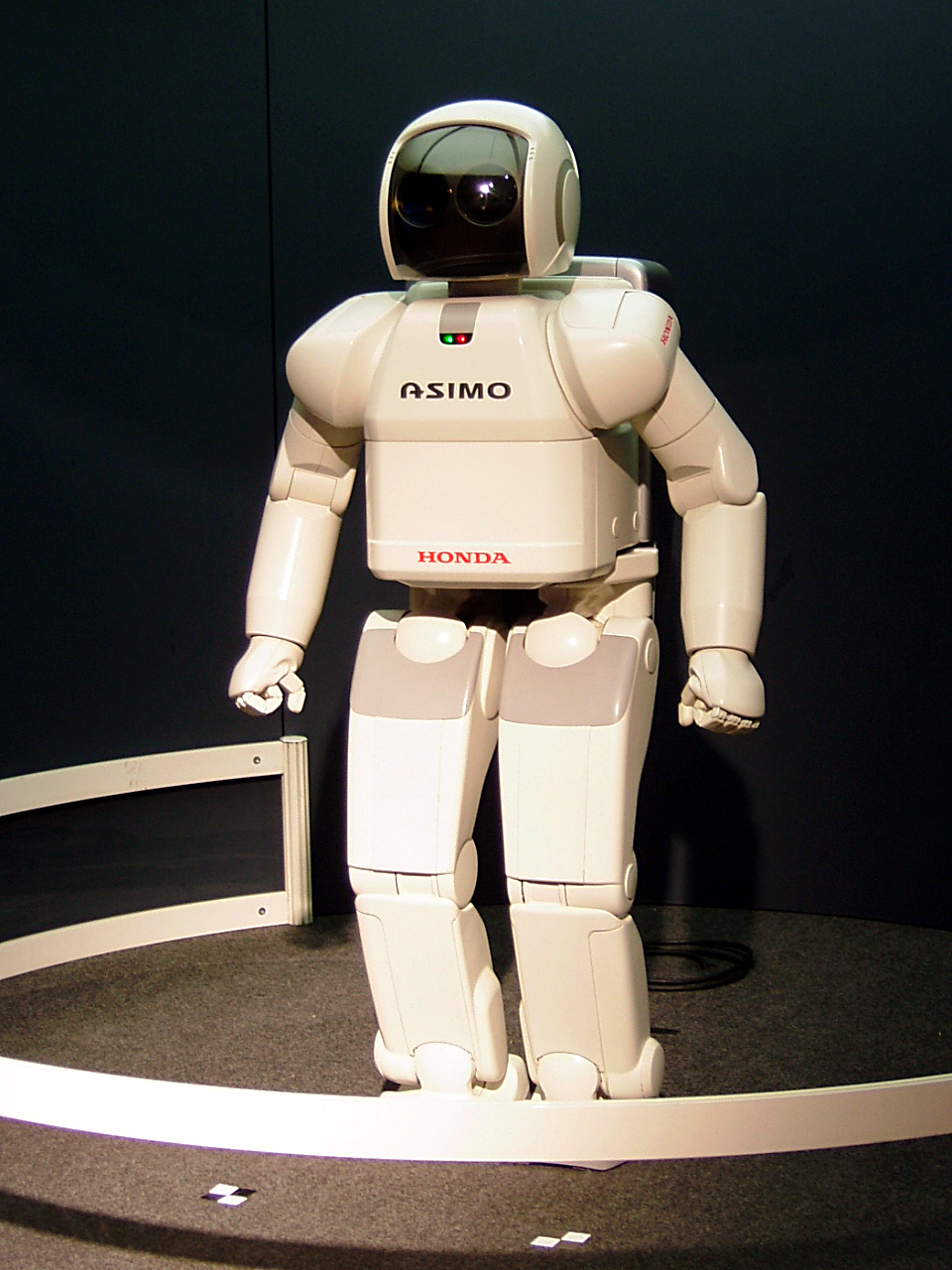
ASIMO на выставке Expo 2005

Advanced Step in Innovative Mobility (сокр. ASIMO; произносится ашимо) — программа исследований и разработок, предпринятая партнёрами Honda, чтобы бросить вызов области мобильности. Развитие исследований побудило Honda задумать робота-гуманоида, способного взаимодействовать с людьми и способного функционировать в обществе, например, поддерживать инвалидов и пожилых людей.
Робот ASIMO находился в разработке более 20 лет. Прототип E0 дебютировал в 1986 году, а прототип E7 — в 1991 году. К 1993 году прототипы превратились в человекоподобных шагающих роботов. P1 был представлен в 1993 году, а P2 и P3 — в 1996 и 1997 годах, соответственно. Рост робота P3 составлял 160 см, а вес — 130 кг.
В 2000 году ASIMO был представлен в виде робота с технологией гибкой ходьбы в режиме реального времени, которая позволяет ему ходить, бегать, подниматься и спускаться по лестнице. В него также встроены технологии распознавания звука, лица, позы, окружающей среды и движения, и он даже может реагировать на подключение к Интернету для сообщения новостей и погоды.
К 2004 году компания Honda объявила о новых технологиях, направленных на повышение уровня мобильности, что позволило ASIMO следующего поколения функционировать и взаимодействовать с людьми более естественно. Среди внедрённых новых технологий:
- Технология контроля осанки — скорость ходьбы увеличена с 1,6 км/ч до 2,5 км/ч, а скорость бега увеличена до 3 км/ч. Этому способствует недавно разработанная высокоскоростная схема обработки, высокочувствительный и мощный моторный привод, а также лёгкая и очень жёсткая конструкция ножек. Точность и скорость отклика в четыре раза выше, чем у предыдущей модели, что соответствует скорости, эквивалентной бегу трусцой человека.
- Технология автономного непрерывного движения — это позволяет ASIMO маневрировать без остановки, поскольку он получает информацию об окружающей среде от датчика поверхности пола. Датчик поверхности пола и визуальные датчики, расположенные в его голове, могут обнаруживать препятствия, чтобы ASIMO мог автономно изменить траекторию движения и избежать столкновения с людьми или другими потенциальными опасностями.
- Усовершенствованные технологии визуальных и силовых датчиков — датчики добавляются на запястья, чтобы ASIMO мог двигаться синхронно с людьми и координировать свои движения для подачи и приёма объектов. Он также может двигаться вперёд или назад в ответ на направление, в котором его рука тянется или толкается[15].

В 2005 году компания Honda добавила в модель ASIMO расширенный уровень физических возможностей, которые позволяют ASIMO работать в реальных условиях и синхронно с людьми. Вес составил 54 кг, а рост — 130 см. Робот мог перевозить предметы с помощью тележки, ходить с человеком, держась за руки, выполнять задания администратора, осуществлять службу доставки и быть информационным гидом. В дополнение к усовершенствованным визуальным датчикам, датчикам поверхности пола и ультразвуковым датчикам, компания Honda разработала IC (телекоммуникационную коммуникационную карту), которая позволяет ASIMO распознавать местоположение и личность человека, стоящего в радиусе 360 градусов. Карта IC находится у человека, с которым взаимодействует ASIMO. Его мобильность также была значительно улучшена, что сделало его способным двигаться со скоростью 6 км/ч и по круговой схеме.
К 2007 году компания Honda обновила модель ASIMO путём добавления улучшенной интеллектуальной технологии, которая позволила роботу работать более автономно. Теперь он может дойти до ближайшей зарядной станции, чтобы подзарядить аккумулятор, когда его мощность падает ниже определённого уровня, а также способен выбирать своё движение при приближении к людям.
Компания Honda также была полна решимости сосредоточить свои исследования на интеллектуальных возможностях, в частности, на разработке технологии, которая использует сигналы мозга для управления движениями робота. В 2009 году компания Honda объявила о разработке новой системы, Brain Machine Interface, которая позволяет человеку отправлять команды в ASIMO только с помощью мысли. Первая в своём роде технология использует электроэнцефалографию (ЭЭГ) и ближнюю инфракрасную спектроскопию для записи активности мозга в сочетании с недавно разработанной технологией извлечения информации, чтобы связать анализ и дать команду ASIMO двигаться. Электронный шлем разработан для того, чтобы позволить людям управлять роботом, просто думая о движении. Это продемонстрировали учёные из исследовательского института Honda, которые показали, что требуется всего несколько секунд, чтобы мысль превратилась в действие робота. Технология находится в стадии разработки.
Робот ASIMO путешествовал по всему миру, участвуя не только в автосалонах и школах, но и на престижных научных и инженерных мероприятиях. В 2009 году на Женевском автосалоне робот ASIMO представил универсальность нового Honda Insight в целях демонстрации своих новейших возможностей. Робот завершил 54 раунда 15-минутных публичных выступлений в течение 13 дней, бегая, гуляя и взаимодействуя с толпой.